# Nihoa gruberi
Espèce
Nihoa gruberi est une espèce d'araignées mygalomorphes de la famille des Barychelidae.

## Distribution
Cette espèce est endémique de Nouvelle-Bretagne en Papouasie-Nouvelle-Guinée,.

## Description
Le mâle holotype mesure 12 mm

## Étymologie
Cette espèce est nommée en l'honneur de Jürgen Gruber.

## Publication originale
- Raven, 1994 : Mygalomorph spiders of the Barychelidae in Australia and the Western Pacific. Memoirs of the Queensland Museum, vol. 35, no 2, p. 291-706 (texte intégral).